# Liste de spécialités régionales françaises de pâtisserie et de dessert
Cet article présente une liste des spécialités régionales françaises de pâtisserie et de dessert classées par région et département.

## Auvergne-Rhône-Alpes

### Ain
- Desserts :
  - Galette bressane
  - Galette de Pérouges

- Pâtisseries :
  - Corniotte
  - Gaudriole[1].
  - Rissoles

### Allier
- Confiseries :
  - Alma (Vichy)
  - Marocain
  - Palet d'or (Moulins)
  - Sucre cuit
  - Sucre d'orge

- Crêpes :
  - Bourriol
  - Sanciau

- Pâtisseries :
  - Brioche aux pralines
  - Flaugnarde
  - Milliard (ou millard)
  - Piquenchâgne
  - Pompe aux pommes

### Ardèche
- Biscuit : 
  - Copeaux de Malavieille[2]
  - Macaron de Joyeuse

- Desserts :
  - Crème de marrons
  - Mousse de myrtilles

- Tartes et pâtisseries : 
  - Ardéchois à la crème de marrons
  - Tarte aux myrtilles

### Cantal
- Galettes
  - Bourriol
  - Cornet de Murat
  - Carré de Salers

- Pâtisseries :
  - Fouace du Cantal
  - Macaron de Massiac[3]

- Tartes :
  - Tarte à la tomme
  - Tarte aux pruneaux
  - Tarte de Vic

### Drôme
- Biscuits :
  - Croquette de Vinsobres
  - Lunette de Romans
  - Suisse (Valence)

- Pâtisseries :
  - Couve crestoise
  - Pangée
  - Pogne (spécialité de Romans-sur-Isère)

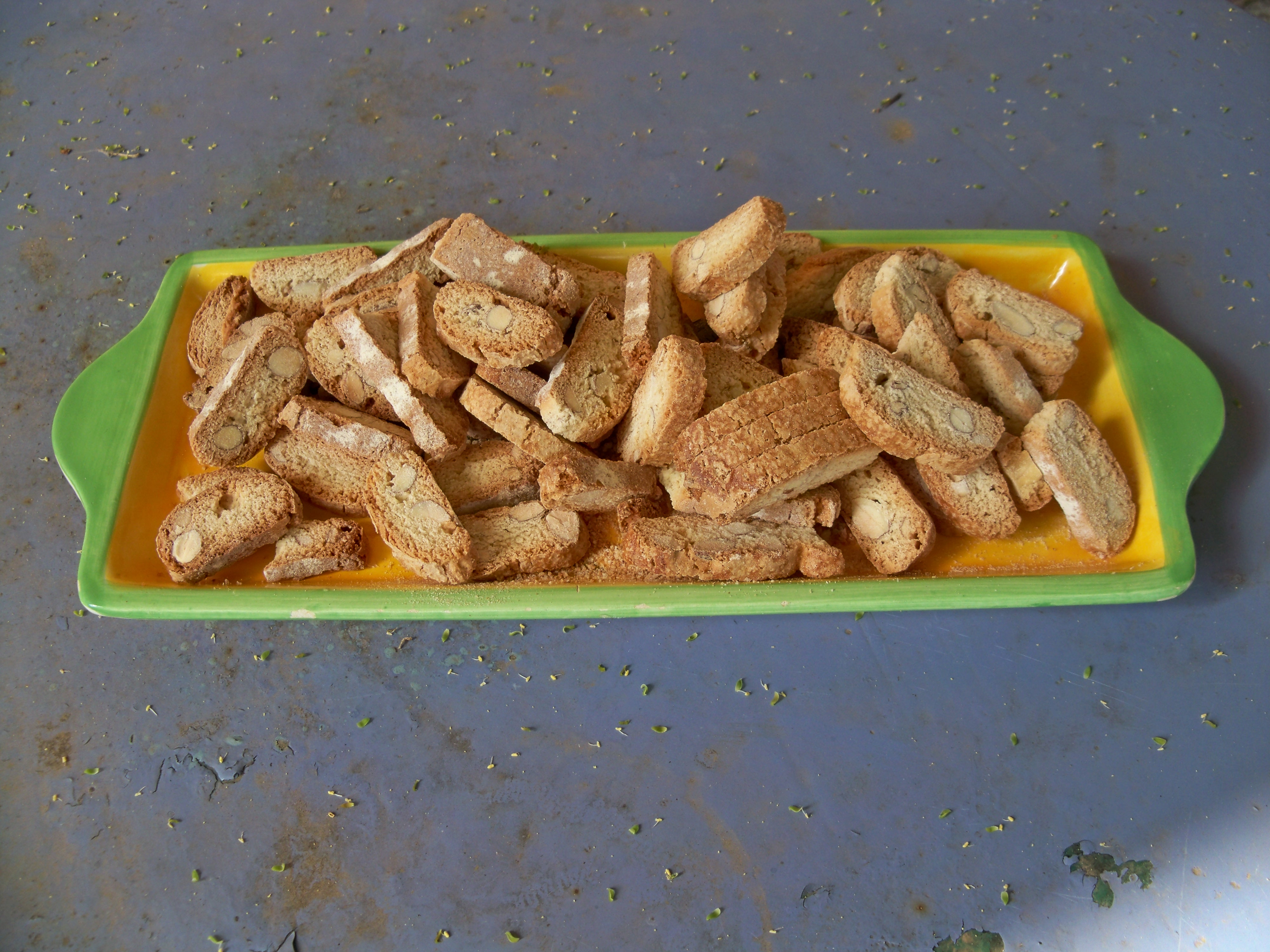
Croquette de Vinsobres
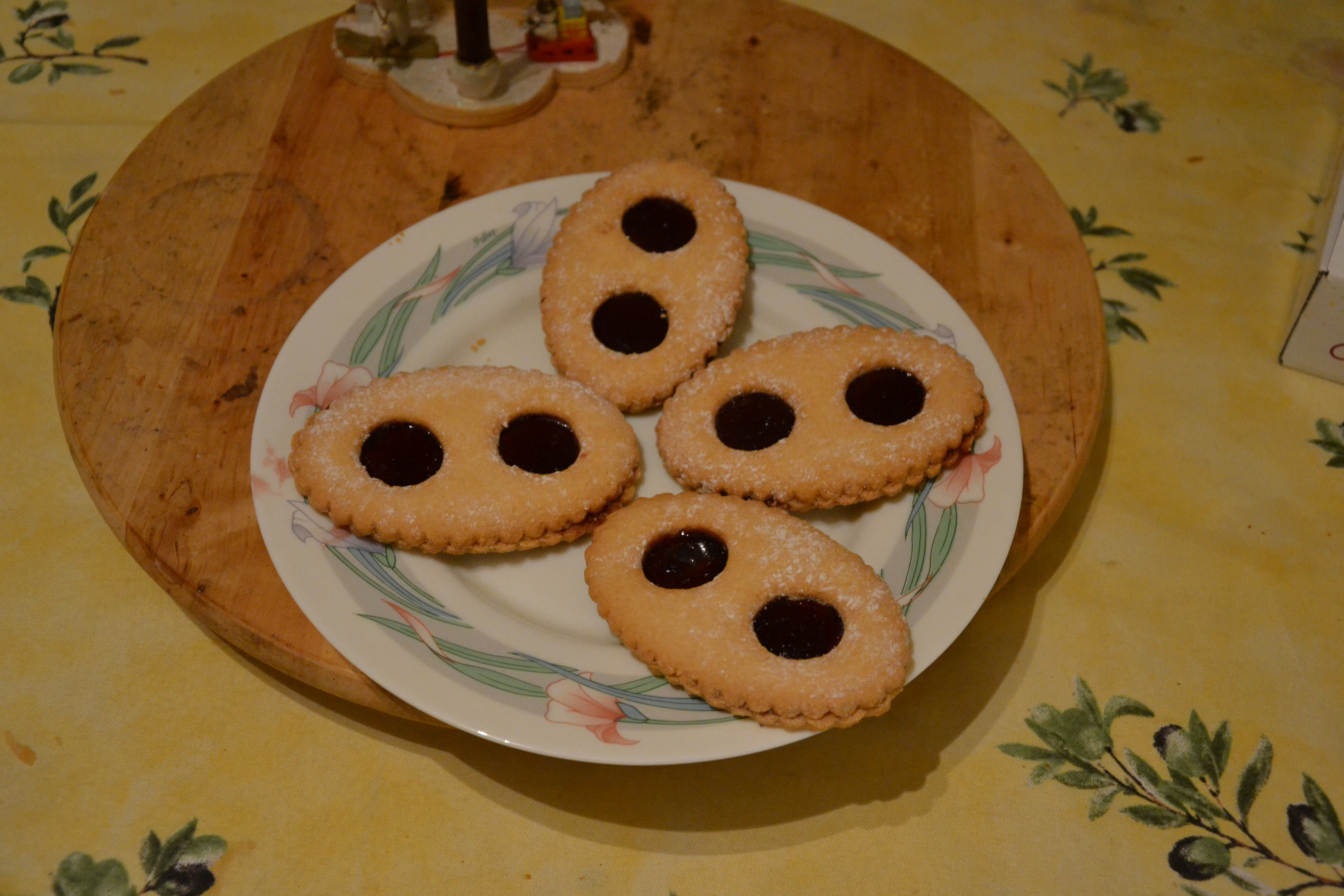
Lunettes de Romans
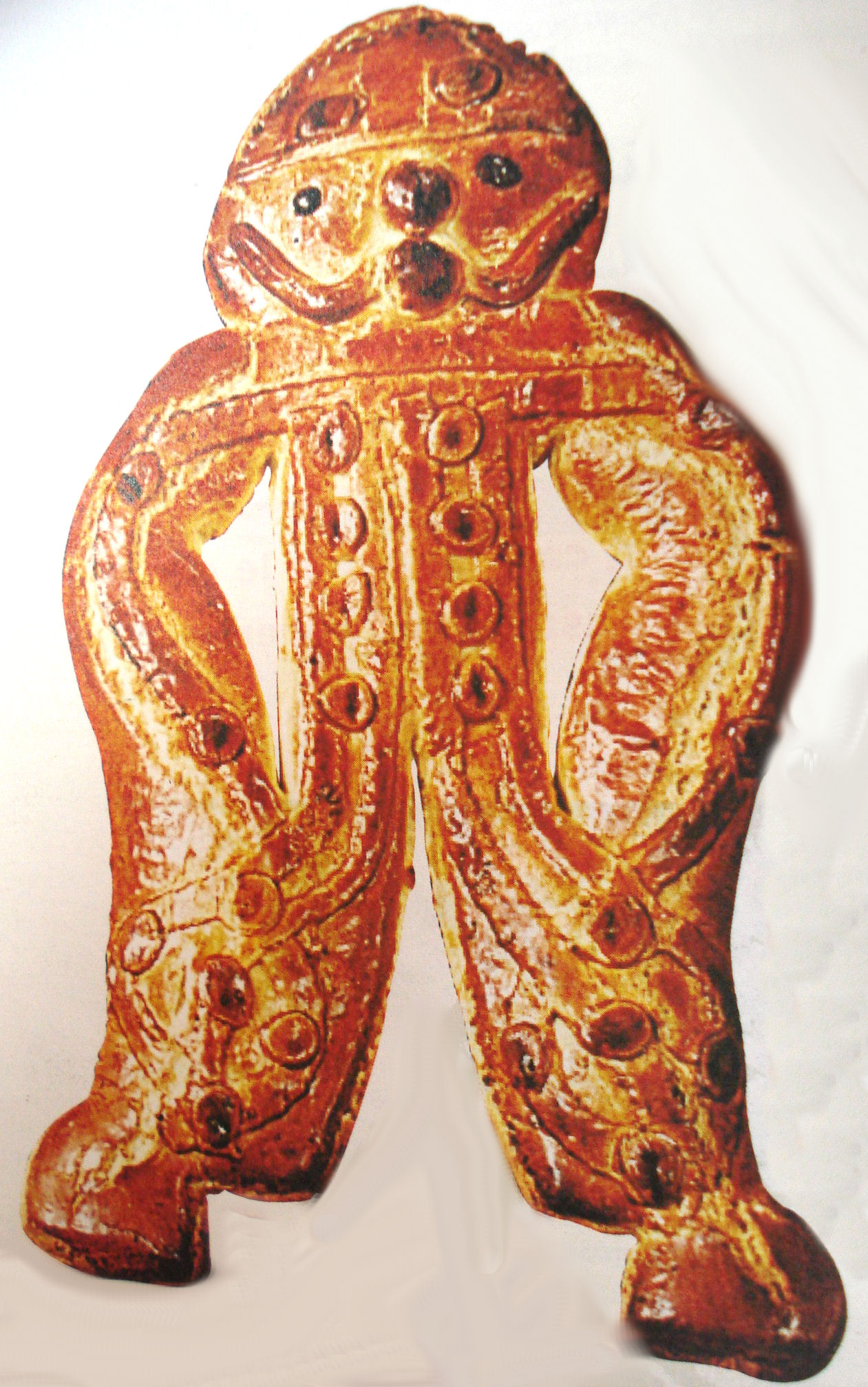
Suisse
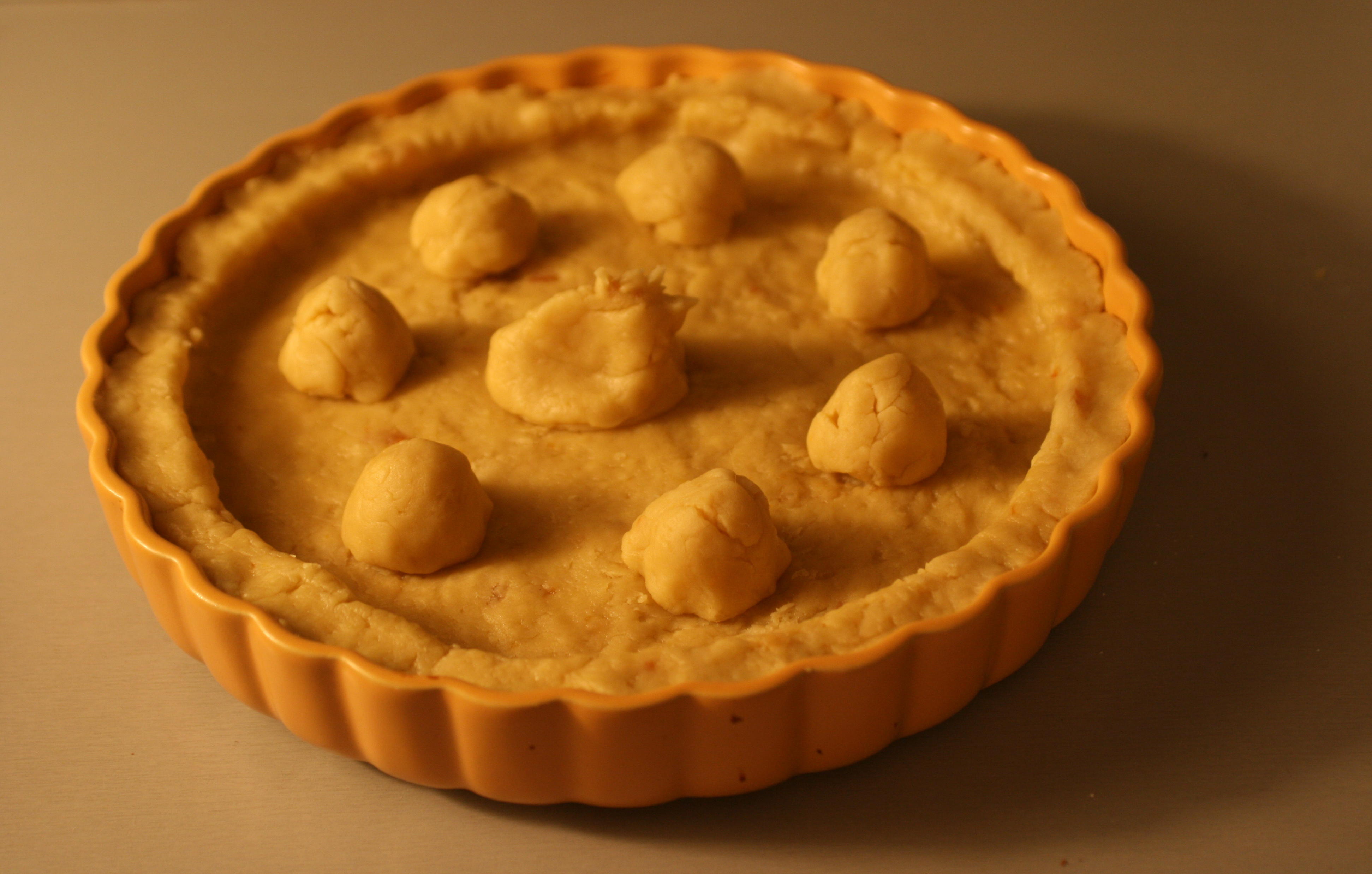
Couve
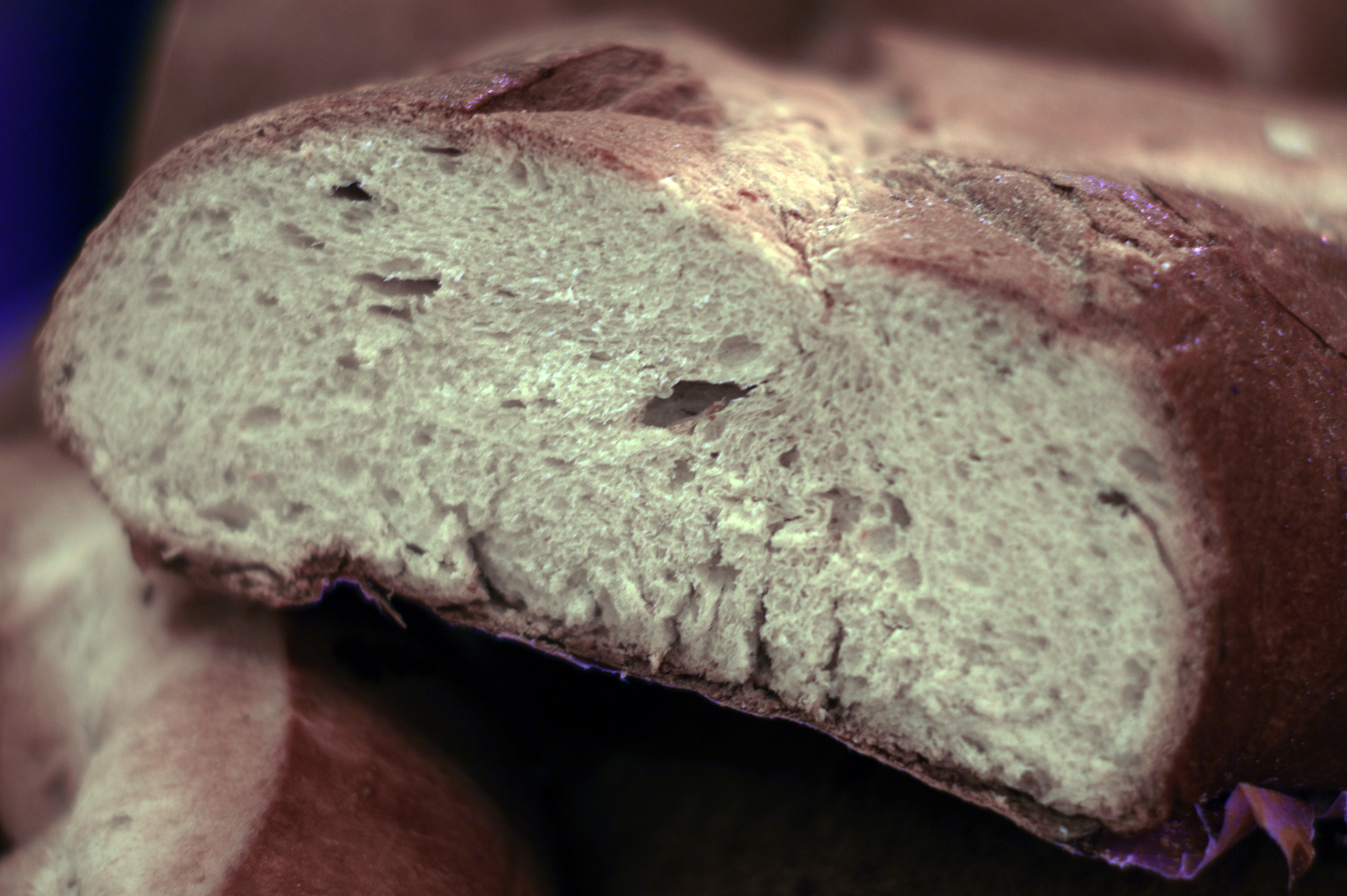
Pogne

### Isère
- Biscuit : les bouffettes de Mens,
- Gâteau : gâteau aux noix de Grenoble,
- Tarte : le ruifard de Valbonnais.

### Loire
- Pâtisseries :
  - Beignet de fleurs d'acacia (utilisation des fleurs du robinier)
  - Boudin au chocolat
  - Bugne
  - Matefaim aux pommes ou aux airelles
  - Pâté à la crème
  - Praluline (brioche aux pralines, spécialité de Roanne)

### Haute-Loire
- Pâtisserie : citron et verveine du Velay

### Puy-de-Dôme
- Pâtisserie : dôme de mousse au chocolat, cœur coulant au caramel[4]

### Rhône
- Pâtisseries :
  - Beignet de fleurs d'acacia
  - Bichon au citron
  - Gâteau de Saint-Genix (brioche à la praline)
  - Gaufre lyonnaise (gaufre sans levure)
  - Matafan

- Desserts :
  - Poire à la beaujolaise
  - Tarte aux pralines

### Savoie
- Pâtisseries : 
  - Bescoin (brioche tressée au safran et anis vert)
  - Bugne (bounyette en savoyard)
  - Gâteau de Saint-Genix (brioche aux pralines)
  - Gâteau de Savoie (gâteau à la pâte levée molle souvent parfumé au citron, à la vanille ou à la fleur d'oranger ; aurait été créé en 1348 par le cuisinier d'Amédée VI de Savoie[5])
  - Rissoles (r'jeûle en savoyard)
  - Sabayon

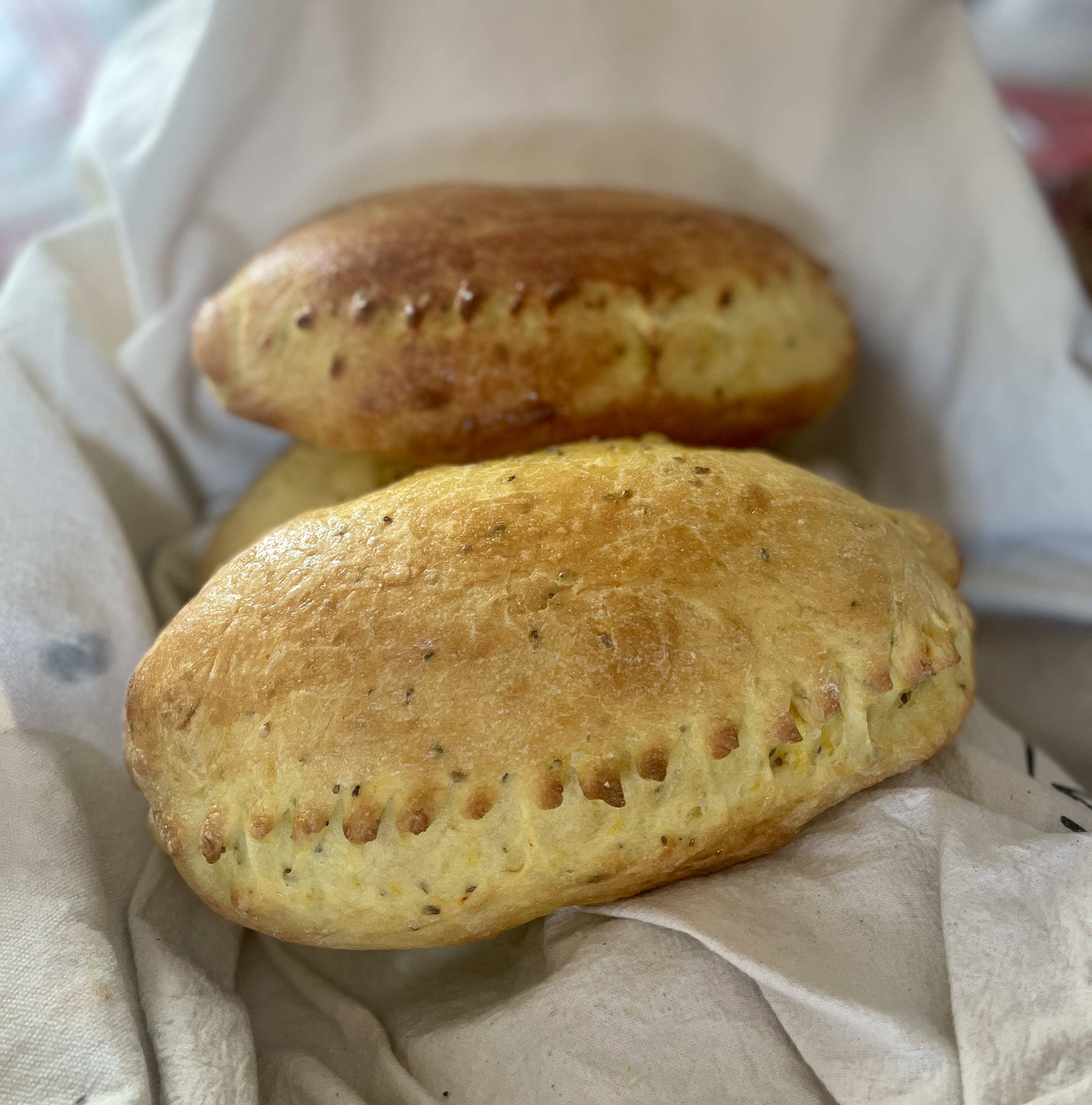
Bescoin
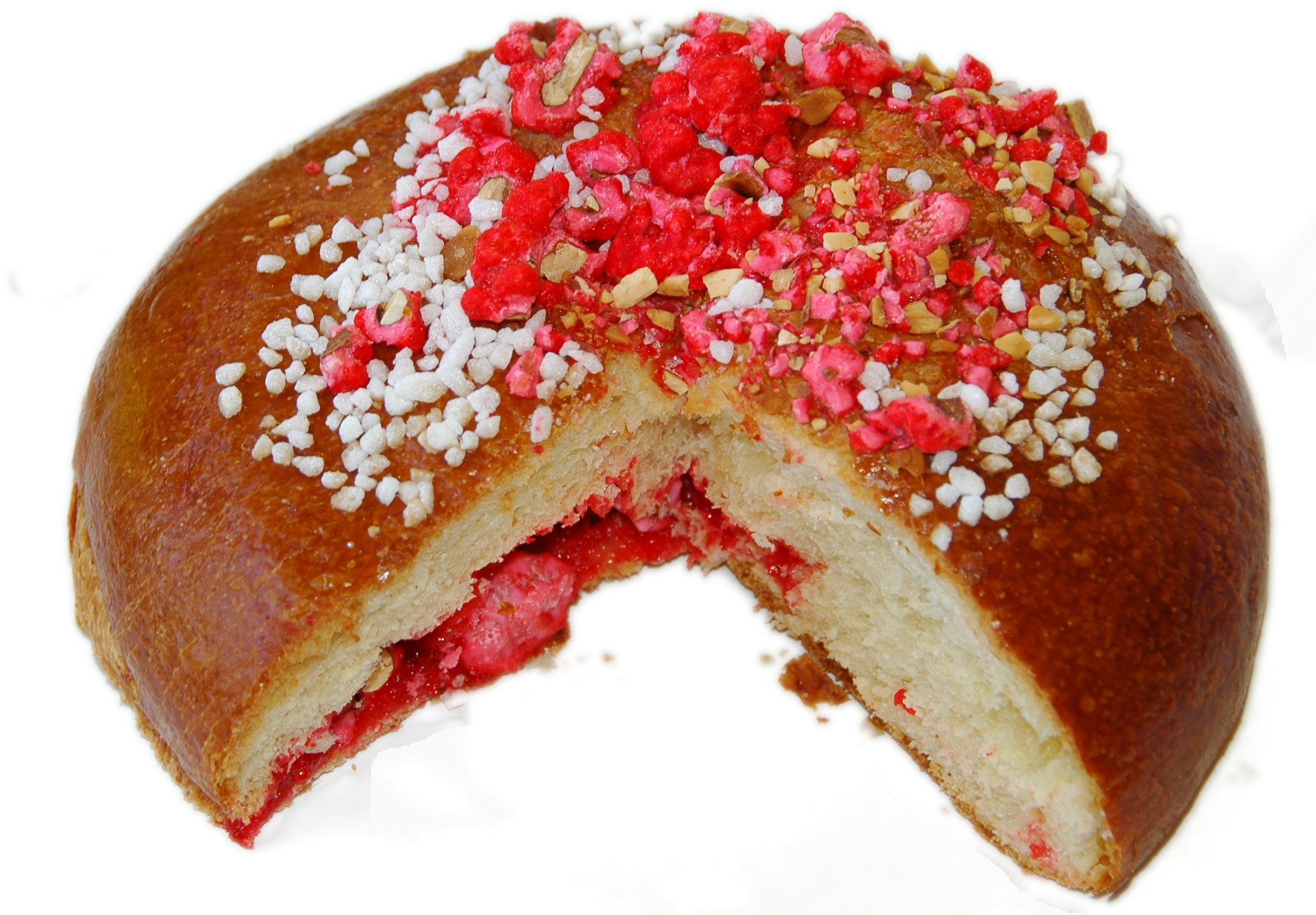
Gâteau de Saint-Genix
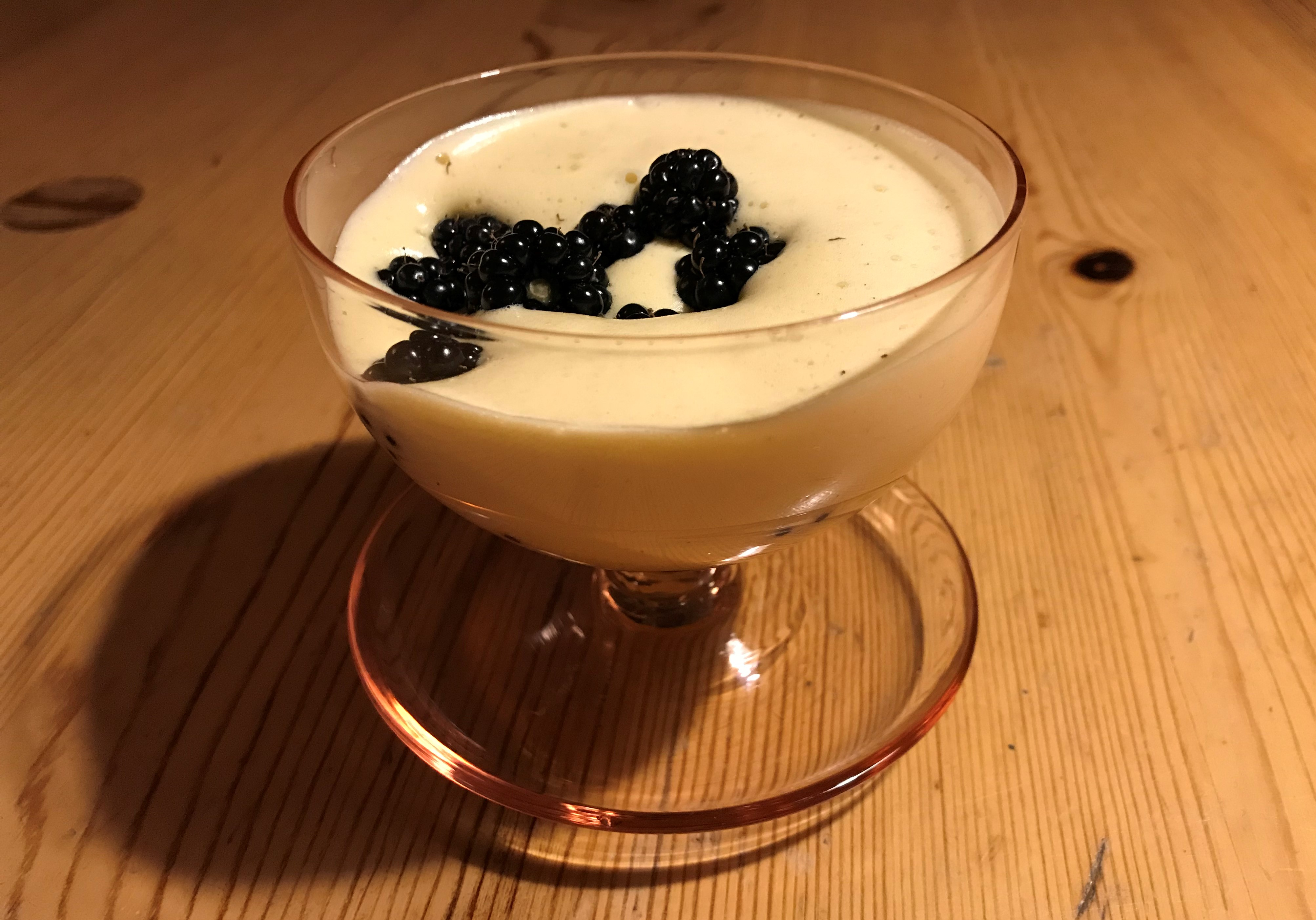
Sabayon
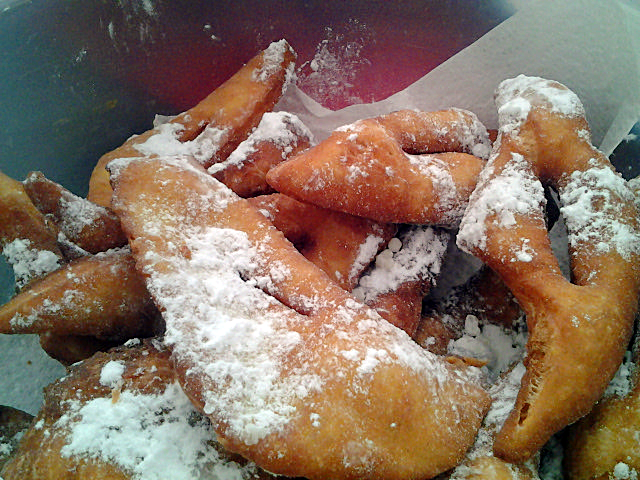
Bugnes

### Haute-Savoie
- Pâtisserie : visitandine
- Pâte à crêpes sans repos[6]

## Bourgogne-Franche-Comté

### Côte-d'Or
- Pâtisseries :
  - Cassissine[7]
  - Gimblette aux amandes
  - Nonnette de Dijon[8]
  - Pain d'épices de Dijon[9]

- Dessert : poire belle dijonnaise[10]

### Doubs
- Pâtisseries :
  - Galette comtoise
  - Galette de goumeau[10]
  - Gâteau de ménage

### Jura
- Pâtisseries :
  - Galette au quemeau[10]
  - Galette jurassienne[11]
  - Rouget de Lisle[12]
  - Téméraire

### Nièvre
- Pâtisserie : croquet de Donzy[13]

### Haute-Saône
- Biscuit : biscuit de Montbozon
- Confiture : crameillotte

### Saône-et-Loire
- Dessert : idéal mâconnais (gâteau à base de meringues fourrées et de crème au beurre)
- Pâtisseries :
  - Corniotte
  - Matafaim

### Yonne
- Desserts :
  - Flamusse bourguignonne[10]
  - Rigodon
  - Tartouillat

- Biscuit : biscuit de Chablis (mignon ou Duché)[14]

### Territoire de Belfort
- Pâtisserie : Belflore[15] (qui n'est pas une appellation traditionnelle mais une marque du commerce créée en 1993 par le syndicat des boulangers-pâtissiers du Territoire de Belfort)

## Bretagne

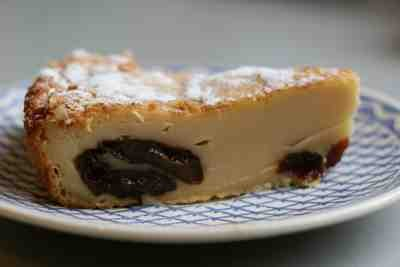
Far breton

- Biscuit : craquelin
- Crêpe : crêpe bretonne
- Pâtisseries :
  - Far breton
  - Gâteau breton
  - Gâteau de pâte[16]
  - Kouign
  - Kouign-amann
  - Palet breton
  - Quatre-quarts

- Far breton

### Côtes-d'Armor
- Crêpes :
  - Crêpe dentelle nature ou au chocolat de Dinan
  - Gavotte[17]

- Pâtisseries :
  - Chocard[18] (spécialité d'Yffiniac)
  - Craquant du Trégor[10] de la craquanterie de Tréguier : tuile pâtissière aux algues, au caramel salé, à l'orange, aux pommes, aux pommes caramel, au raisin

### Finistère
- Biscuits :
  - Biscuit de Saint-Guénolé
  - Galette de Pont-Aven
  - Galette de Pleyben
- Crêpe :
  - Crêpe dentelle de Quimper
  - Galette de sarrasin (ou de blé noir)
- Dessert : yod kerc'h (bouillie d'avoine sautée au beurre)

### Ille-et-Vilaine
- Pâtisseries : 
  - Craquelin de Saint-Malo
  - Parlementin de Rennes
  - Pommarron de Redon
  - Vitréais (gâteau aux amandes)

### Morbihan
- Confiserie : caramel au beurre salé[19]
- Pâtisserie : gochtial, pain-brioche de la presqu'île de Rhuys

## Centre-Val de Loire

### Cher
- Biscuit : croquet de Chârost (biscuit sec aux amandes entières)
- Crêpe : sanciau

### Eure-et-Loir
- Pâtisserie : tarte aux poires et au caramel[20]

### Indre
- Desserts :
  - Feuillardier
  - Flaugnarde (sorte de tarte paysanne aux pommes)
  - Poire tapée
  - Poirat du Berry[21] (tourte à la poire)
  - wladimir (Argenton-sur-Creuse)

### Indre-et-Loire
- Confiserie : nougat de Tours

- Pâtisseries : 
  - Tarte vigneronne à la confiture de vin de Chinon
  - macaron de Montrésor
  - Rousserolle tourangelle

### Loir-et-Cher
- Biscuit : palet solognot[22]
- Dessert :  tarte Tatin

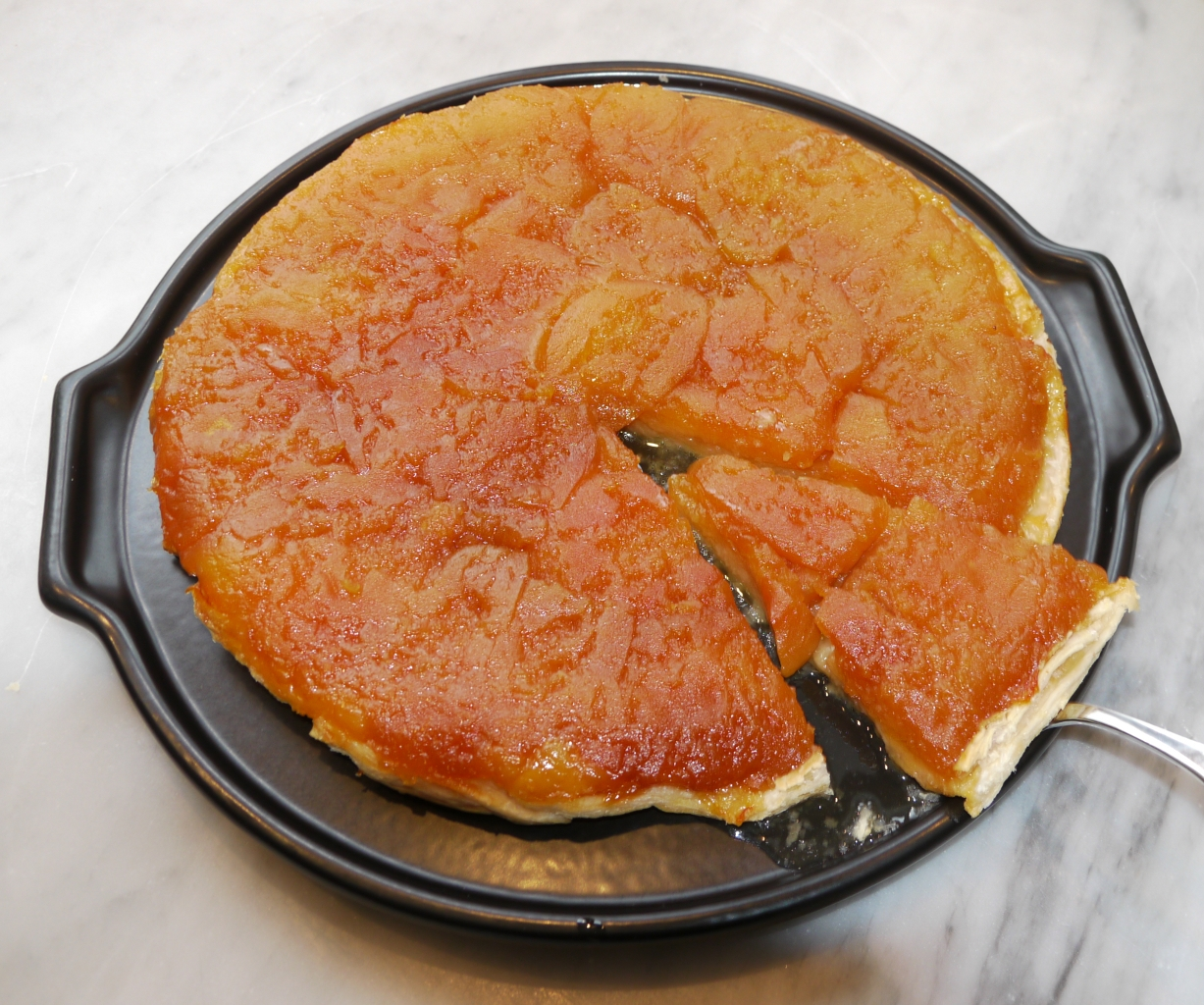
Tarte Tatin

### Loiret
- Pâtisserie :
  - Croquignole
  - Gâteau de Pithiviers

## Corse
- Biscuit : canistrelli
- Crêpe : migliacciu
- Dessert : falculelle

### Corse-du-Sud
- pâtisserie : fenuchjettu d'Ajaccio[23]

### Haute-Corse
- Biscuit : cujuelle (Balagne)
- Dessert : quiche aux fraises
- Pâtisserie : fiadone

## Grand Est

### Alsace(Bas-Rhin/Haut-Rhin)
- Pâtisseries : 
  - Apfelstrudel : gâteau strudel à la pomme
  - Beerawecka
  - Bienenstich : nid d'abeilles
  - Bettelmann
  - Bredele ou bredala de Noël
  - Dampfnudel
  - Forêt noire
  - Gâteau de carottes alsacien (Gallariebla Kuecha)
  - Gâteau au vin blanc
  - Gâteau au vin rouge
  - Gsundheitskueche ("gâteau de santé")
  - Huetzelknopf : gâteau du pays de Hanau
  - Kaeskueche : tarte au fromage blanc
  - Kirwekueche : tarte aux quetsches séchées
  - Linzer Torte
  - Osterfladen : tarte avec flan de semoule aux œufs
  - Osterlammele
  - Rahmkueche : tarte à la crème fraiche liquide
  - Siesskaes, ou siesskaas : fromage de Munster frais sucré, arrosé de kirsch
  - Streusel
  - Tarte au fromage blanc (Kasekueche)
  - Tarte à la rhubarbe meringuée
  - Tarte aux pommes alsacienne avec flan
  - Tarte aux mirabelles
  - Tarte aux quetsches ou zwatschgawaya
  - Tarte flambée sucrée aux pommes
  - Torche aux marrons (version alsacienne du Mont Blanc)
  - Wincrem : crème au vin blanc d'Alsace

### Ardennes
- Pâtisseries :
  - Attignus
  - Carolo[24] (spécialité de Charleville-Mézières)
  - Galette ardennaise (tarte au sucre agrémentée de crème)
  - Gâteau mollet

### Aube
- Paris-troyes (proche du paris-brest)

### Marne
- Biscuit :
  - Biscuit Fossier
  - Biscuit rose de Reims
- Dessert :
  - Massepain
  - Nonnette de Reims
  - Oublies
  - Pain d'épices de Reims
  - Semoule à la champenoise

### Haute-Marne
- Biscuit : caisse de Wassy[25]

### Meurthe-et-Moselle
- Biscuit : macaron de Nancy
- Confiserie: la bergamote de Nancy
- Pâtisserie :
  - Baba au rhum
  - madeleine de Liverdun
  - Saint-epvre (gâteau)
  - Tarte aux mirabelles
  - Tarte aux quetsches

### Meuse
- Confiserie : dragée de Verdun
- Confiture : confiture de groseilles de Bar-le-Duc
- Pâtisserie : madeleine de Commercy

### Moselle
- Confiseries :
  - Boulet de Metz
  - Wagotine

- Pâtisseries :
  - Macaron de Boulay
  - Paris-metz
  - Spritz
  - Tarte au me'gin (ou tarte de Metz)

### Vosges
- Desserts :
  - Beignet de carnaval (identique à la merveille du Sud-Ouest)
  - Bluet des Vosges
  - glace Plombières
  - Tarte aux myrtilles (« brimbelle » en vosgien)
  - Vaute de fruits (beignet frit ; existe aussi en version salée, notamment au lard)

## Hauts-de-France

### Aisne
- Pâtisserie : gâteau à la rhubarbe[26]
- Chocolat : pavé de Laon

### Nord
- Biscuiterie :
  - Gaufre dunkerquoise
  - Nieulle[27] (Armentières)
  - Spéculoos

- Desserts :
  - Pain perdu à la cassonade
  - Glace aux spéculoos
  - Pain d'chien à base de pain rassis de sucre, d'œuf et de lait.

- Pâtisserie : 
  - Bistouline[28]
  - Coquille ou folard (en période de Noël)
  - Couque
  - Craquelin
  - Cramique
  - Galette flamande[29]
  - Galette russe (biscuit à base de cassonade, poudre d'amande, beurre, fourré d'une crème moka, spécialité de Tourcoing)
  - Gaufre fourrée lilloise (traditionnellement fourrée à la cassonade)
  - Jésus
  - Merveilleux
  - Nic-nac (petit biscuit au sucre)
  - Tarte au papin
  - Tarte à la rhubarbe
  - Tarte au sucre
  - Tartine russe (craquelin léger et crème au beurre)

### Oise
- Crème : crème chantilly
- Pâtisserie : tuile de Beauvais

### Pas-de-Calais
- Pâtisserie :
  - Calais[30]
  - Côte d'Opale
  - Cramique (traditionnellement au sucre mais il existe de nombreuses saveurs aujourd'hui)
  - Craquelin
  - Crème brûlée à la chicorée
  - Merveilleux
  - Pomme riboche
  - Tarte au papin
  - Tarte à la rhubarbe
  - Tarte au sucre
- Desserts à base de spéculoos

### Somme
- Pâtisserie : 
  - Bouloches de Quesnoy-sur-Airaines
  - Dariole d'Amiens
  - Galopin
  - Galuchon
  - Gâteau battu de Quesnoy-le-Montant
  - Gaufre d'Albert
  - Macaron d'Amiens
  - Pavé de Corbie
  - Rabotte picarde
  - Tarte à l'badrée, autour de la baie de Somme
  - Tuile d'Amiens au chocolat

## Île-de-France

### Hauts-de-Seine
- Pâtisserie : brioche de Nanterre, de forme rectangulaire sans tête et surmontée de 8 pelotes.

### Paris
- Pâtisseries : 
  - Financier
  - Galette des rois parisienne
  - Macaron parisien
  - Opéra
  - Religieuse
  - Saint-honoré
  - Tarte Bourdaloue
  - Tuile aux amandes

### Seine-et-Marne
- Biscuit : macaron fondant de Réau
- Dessert :
  - Flan parisien
  - Fontainebleau
  - Niflette de Provins

### Val-d'Oise
- Dessert : charlotte au chocolat et crème de marrons
- Pâtisserie : croissant gelée de framboises ou groseilles cuite à l'ancienne

### Yvelines
- Pâtisserie : paris-brest (Maisons-Laffitte)

## Normandie
- Desserts :
  - Omelette vallée d'Auge
  - Pommes à la grivette
  - Teurgoule

- Pâtisserie :
  - Bourdelot
  - Brandon
  - Croûtes normandes
  - Douillon
  - Fallue
  - Gâche de Normandie
  - Soufflé normand
  - Terrine normande

- Tartes :
  - Tarte normande

### Calvados
- Biscuit : sablé d'Asnelles[31]
- Pâtisserie : brasillé de Clinchamps-sur-Orne[32]

### Eure
- Dessert :
  - Douillon aux pommes
  - Mirliton de Pont-Audemer

- Pâtisserie : cochelin d'Évreux

### Manche
- Pâtisserie : brioche du Vast[33]

### Orne
- Biscuit : sablé de l'Abbaye[34]
- Dessert : bourdelot
- Pâtisseries :
  - Becs de Flers[35]
  - Brioche moulinoise[36],[37]

### Seine-Maritime
- Pâtisserie : mirlitons de Rouen

## Nouvelle-Aquitaine

### Charente
- Pâtisserie :
  - Cornuelle (pâte sablée et grains d'anis)
  - Noix charentaise (choux à la crème au beurre enrobé de chocolat noir)
  - Pine (gâteau de type échaudé)
  - Pine de Barbezieux (à la crème)[38]

### Charente-Maritime
- Pâtisserie :
  - Galette charentaise
  - Cornuelle
  - Tourteau fromagé

### Corrèze
- Pâtisserie :
  - Gâteau aux noix
  - Macaron d'Allassac

### Creuse
- Pâtisserie :
  - Gâteau creusois (gâteau moelleux à base de noisettes)
  - Treipaïs (gâteau aux deux mousses aux châtaignes, chocolat et un biscuit noisette noisettes)
  - Zizim (de Bourganeuf ; gâteau avec plusieurs couches de chocolat et une couche de praliné, le tout sur une base de biscuit noisette)

### Dordogne
- Pâtisserie : gâteau aux noix

### Gironde
- Biscuit : sablé 33 à la fleur de vigne
- Pâtisserie :
  - Cannelé
  - Macarons de Saint-Émilion

### Landes
- Pâtisseries :
  - Dacquoise
  - Pastis landais
  - Tourtière landaise

### Lot-et-Garonne
- Pâtisserie : tourtière

### Pyrénées-Atlantiques
- Biscuit : palois
- Crêpe : talo (à base de farine de maïs)
- Pâtisseries :
  - Gâteau basque
  - Merveille
  - Millas
  - Pastis béarnais (brioche légère aromatisée à l'anis)
  - Russe

### Deux-Sèvres
- Confiture : confiture d'angélique[39]
- Pâtisserie : scofa[40],[41] (gâteau avec sucre, crème, œufs, farine, amandes ; recette d'un pâtissier confiée aux carmélites de Niort et Ligugé

### Vienne
- Pâtisserie :
  - Broyé poitevin
  - Macaron d'Arçay
  - Macaron de Montmorillon

### Haute-Vienne
- Crêpe : tourtou ou galétou
- Pâtisserie :
  - Clafoutis
  - Flaugnarde
  - Madeleine
  - Massepain de Saint-Léonard-de-Noblat
  - Treipaïs

## Occitanie

### Ariège
- Dessert : croustade aux pommes[42]

### Aude
- Pâtisserie : gâteau de Limoux[43]

### Aveyron
- Pâtisseries :
  - Échaudé
  - Flaune
  - Fouace
  - Gâteau à la broche
  - Oreillette
  - Pascade
  - Pompe à l'huile
  - Rissole aux pruneaux

### Gard
- Biscuits :
  - Croquant Villaret de Nîmes (à base d'amandes)
  - Croquignole d'Uzès (petit biscuit rond très dur, contenant une amande, dont la recette est perdue)

- Pâtisseries :
  - Fougasse d'Aigues-Mortes
  - Minerve
  - Oreillette
  - Petit pâté de Nîmes
  - Brassadeau (ou brassado) de Connaux (pâtisserie en anneaux, pochée puis cuite au four)

### Haute-Garonne
- Pâtisseries :
  - Croustade aux pommes
  - Fénétra[44],[45], gâteau d'origine médiévale (confiture d'abricots, citrons confits, amandes, et dacquoise) remis au goût du jour dans les années 1970
  - Pastis
  - Pain à l'anis
  - Rissole[46]
  - Rousquille

### Gers
- Pâtisserie :
  - Miche
  - Pastis gascon

### Hérault
- Biscuit : 
  - Biscotin de Bédarieux
  - Zézette de Sète (biscuit sablé)

- Confiserie :
  - Berlingot de Pézenas
  - Guimauve de Montpellier
  - Grisette de Montpellier

- Pâtisserie :
  - Escalette
  - Frescati de Sète
  - Madeleine du Pic
  - Petit pâté de Pézenas (qui se mange aussi en entrée)

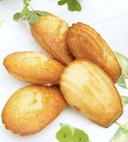
Madeleines du Pic

### Lot
- Pâtisserie : 
  - Gâteau aux noix
  - Pastis (ou croustade aux pommes, gâteau à pâte feuilletée très fine, aromatisé à l'eau de vie)
  - Pescajoune (gâteau aux pommes ou poires)

### Lozère
- Dessert : coupétado[47]
- Pâtisserie : croquant de Mende

### Hautes-Pyrénées
- Crêpes :
  - Crespère (grosse crêpe parfumée à la fleur d'oranger)
  - Pastera aux pommes (grosse crêpe épaisse avec des pommes parfumée à la vanille)

- Entremets : crème paysanne (era crèma deth país)

- Pâtisserie :
  - Gâteau à la broche de Bigorre
  - Merveille
  - Millas (ou milhàs, gâteau à la farine de maïs, constitué d'une pâte compacte de lait, œufs, sucre, fleur d'oranger, farine de maïs et de froment, découpée en lanières, frites à la poêle et saupoudrées de sucre)
  - Tourte des Pyrénées de Bagnères

### Pyrénées-Orientales
- Dessert : crème catalane

- Pâtisseries :
  - Bougnette (ou bunyete ; beignet léger et craquant)
  - Bras de gitan ou bras de Vénus (biscuit roulé à la crème pâtissière)
  - Croquant de Saint-Paul
  - Fouace de gratillons sucrés
  - Pompe à l'huile
  - Rousquille du Vallespir (petit biscuit souvent en forme d'anneau recouvert de sucre glace)
  - Touron

### Tarn
- Biscuits : 
  - Croquant de Cordes
  - Échaudé de Carmaux
  - Gimblette
  - Navette albigeoise
  - Petit janot (petit échaudé d'Albi triangulaire à l'anis)

- Desserts :
  - Coûchat de Lempaut (crème de courge et farine de maïs à l'orange)
  - Curbelet (gaufre roulée faite dans un fer à manche long, le curbèl)
  - Mesturet  de Castres (gâteau de citrouille ou beignet sucré de courge et farine de maïs)
  - Pescajoune du Gaillacois et du Lauragais (crêpe aux pommes acides ou aux pruneaux, aromatisée à l'eau de vie de prune)

- Pâtisseries :
  - Casse-museau de Brassac (gâteau au lait de brebis caillé)
  - Poumpet de Sémalens (gâteau feuilleté au citron)

### Tarn-et-Garonne
- Pâtisserie : jacquou

## Pays de la Loire

### Loire-Atlantique
- Biscuits :
  - Biscuiterie Saint-Guénolé
  - Galette Saint-Michel
  - Petit Beurre

- Confiserie : berlingot nantais

- Pâtisserie :
  - Armoricain
  - Bottereau
  - Gâteau nantais (quatre-quarts aux amandes et au rhum)

### Maine-et-Loire
- Dessert :
  - Crémet d'Anjou
  - Granité de Saumur brut aux cerises
  - Mousse aux fraises
  - Nouzillard au lait
  - Poire tapée
  - Poires Belle Angevine
  - Poirier d'Anjou
  - Pomme tapée

- Pâtisserie :
  - Bottereau
  - Bijane aux fraises
  - Macaron de Fontevraud
  - Pâté aux prunes
  - Pavé d'Anjou

### Mayenne
- Confiture : pommé (confiture de pommes, cuite dans du cidre)

### Sarthe
- Bisctui : sablé de Sablé-sur-Sarthe

- Dessert : petit sarthois (entremets aux pommes et au calvados)

- Pâtisseries :
  - Bourdon de Ségrie (pomme entière coupée en rondelles ou non, fermée dans une pâte sablée, feuilletée)
  - Chausson aux pommes de Saint-Calais
  - Galette des rois briochée du Mans

### Vendée
- Pâtisserie :
  - Flan maraîchin (aussi appelé fion vendéen)
  - Gâche de Vendée
  - Gâteau minute

## Provence-Alpes-Côte d'Azur
- Dessert : treize desserts de Noël

- Pâtisseries :
  - Croquant de Provence
  - Gâteau des rois (équivalent provençal de la galette des rois)
  - Gibassié
  - Navette à l'eau de fleur d'oranger
  - Oreillette (beignet préparé pour le Mardi gras)
  - Pompe à l'huile
  - Sacristain

### Alpes-de-Haute-Provence
- Pâtisseries :
  - Sacristain
  - Tarte des Alpes ou jausiereine

### Alpes-Maritimes
- Pâtisserie : tourte de blettes sucrée

### Bouches-du-Rhône
- Biscuits 
  - Biscottin d'Aix
  - Navette de Marseille
  - Navette provençale
  - Pignolat

- Confiserie : calisson d'Aix

- Pâtisseries :
  - Chichi frégi
  - Colombier (dessert de Pentecôte à Marseille et à Aix-en-Provence)
  - Panisse de L'Estaque
  - Saint-Barnabé (tarte aux poires et amandes du quartier Saint-Barnabé à Marseille),
  - Tarte aux pignons

### Hautes-Alpes
- Pâtisseries :
  - Croquant du Queyras
  - Tarte du Champsaur
  - Tourton (aux pommes, aux pruneaux)

### Var
- Biscuit : patience fraxinoise[48]

- Pâtisseries :
  - Chanteclair
  - Chichi frégi
  - Tarte tropézienne

### Vaucluse
- Pâtisseries :
  - Galapian d'Apt
  - Pain-coing
  - Sacristain

## France d'outre-mer
- Tarte renversée des îles[49]

### Antilles

#### Guadeloupe
- Confiserie : doucelette

- Desserts :
  - Chaudeau
  - Sinobol
  - Sorbet coco

- Pâtisseries :
  - Gâteau fouetté
  - Mont-blanc
  - Tourment d'amour

#### Martinique
- Glaces :
  - Coupe martiniquaise
  - Sinobol
  - Sorbet

- Pâtisseries :
  - Pain au beurre
  - Pomme-cannelle

### Guyane
- Pâtisseries :
  - Bendenngwèl
  - Comtesses
  - Dizé milé (beignet)
  - Dokonon (gâteau poché en papillote)
  - Gateau américain
  - Galette créole
  - Gâteau cramanioc (pudding au manioc)
  - Lafoufou bannann
  - Massepain
  - Mont-blanc
  - Pâte banane
  - Sispa (galette au manioc)

### Nouvelle-Calédonie
- Desserts :
  - Gâteau à la banane
  - Gâteau de citrouille
  - Poé à la papaye, à la citrouille ou à la banane

### Polynésie française
- Desserts :
  - Banane et patate douce en feuilles de bananier
  - Coco neige
  - Firifiri
  - Gâteau banane
  - Pastèque en gelée
  - Pei ananas/banane/coco
  - Po’e
  - Tarte banane
  - Tarte coco
  - Tarte papaye

### La Réunion
- Desserts :
  - Fruit confit confiture
  - Salade de fruit mangue/ananas/piment...

- Pâtisseries :
  - Beignet banane
  - Bonbon coco
  - Bonbon cravate
  - Bonbon gras
  - Bonbon la rouroute
  - Bonbon miel
  - Chemin de fer
  - Fruit à pain au sucre
  - Gâteau banane
  - Gâteau de lune
  - Gâteau de manioc
  - Gâteau patate
  - Pâté créole